# Giovanni Caprara

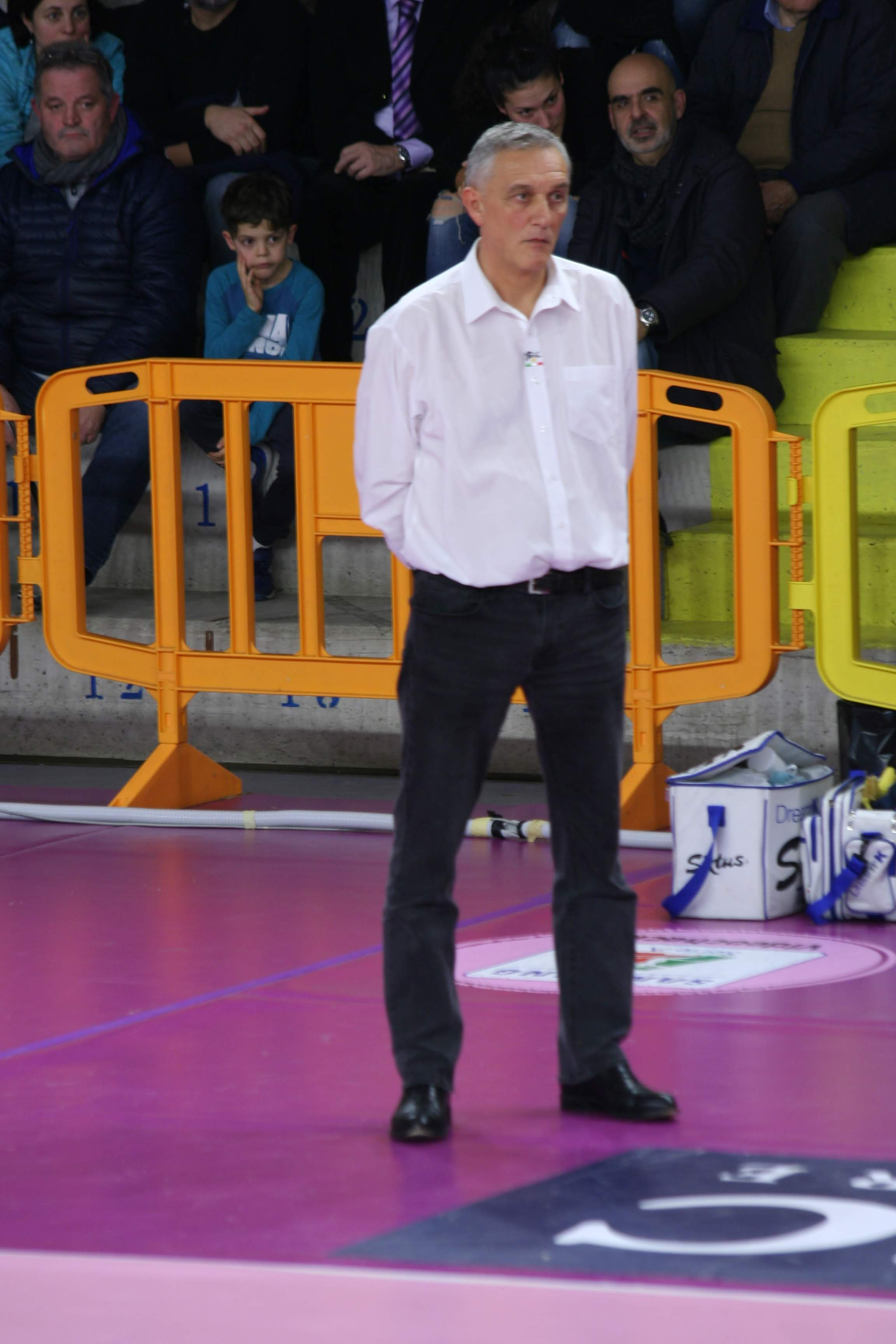
Giovanni Caprara

Giovanni Caprara, Medicina Italie 7 november 1962 is een Italiaanse vrouwen-volleybalcoach, die eind 2019 is aangesteld als bondscoach van de Nederlandse volleybalploeg (vrouwen).
Als zodanig is hij de opvolger van de Amerikaanse coach Jamie Morrison, die er in 2018/2019 niet in slaagde de positie van het Nederlandse vrouwenteam in de wereldtop te consolideren.
Van 2005 tot 2008 was hij hoofdcoach van het Russische vrouwenteam, waarmee hij in 2006 wereldkampioen werd. 
Van april 2010 tot maart 2011 was hij hoofdcoach van het nationale vrouwenteam van Griekenland. 
Vanaf het seizoen 2014 tot 2016 was Caprara hoofdcoach van Eczacıbaşı VitrA.. Hij leidde het team uit Istanbul naar de overwinning in de CEV Champions League en het Club World Championship.
Begin 2019 werd hij coach van het Italiaanse clubteam Bisonte Firenze en van het nationale vrouwenteam van Azerbeidzjan.

## Echtgenote
Caprara's echtgenote is Irina Kirillova. Zij was een van de beste volleybalspeelsters van de wereld in de tweede  helft van 1980 (Olympisch kampioen 1988, Wereldkampioen in 1990 in het Sovjet team). 
Na de ineenstorting van de Sovjet Unie speelde zij voor Kroatië. Het stel ontmoette elkaar toen Kirillova in Bergamo speelde, waar Caprara als tweede coach werkte.